# Dinometa maputuana
Dinometa maputuana är en fjärilsart som beskrevs av Wichgraf 1906. Dinometa maputuana ingår i släktet Dinometa och familjen ädelspinnare. Inga underarter finns listade i Catalogue of Life.